# 阮文艾
阮文艾（1934年9月12日—），也被譯作阮文義，越南共和國政治人物，大越國民黨黨員，曾擔任越南共和國農村發展部長和國會參議員。

## 生平
1934年9月12日，阮文艾出生於越南北方的興安。阮文艾的父親阮之來（Nguyễn Chi Lai）是大越國民黨的活躍成員，因爲從事反法活動，從1939年起被囚禁多年，後來又曾被共產黨逮捕。
1950年，阮文艾在河內求學期間加入了大越國民黨。
1964年，阮文艾在西貢擔任一家日報和一家政治週刊的出版者和編輯。:138
1973年至1974年，阮文艾出任越南共和國農村發展部長。:539

## 個人生活
阮文艾是佛教徒。已婚，育有六個子女（1974年）。:539